# Program stabilizacyjny
Program stabilizacyjny − program działań mających na celu zmianę struktury gospodarki.
Teoretyczne podstawy polityki strukturalnego dostosowania znajdują wyraz w programach stabilizacyjnych zalecanych przez MFW i Bank Światowy w ramach swoistego katalogu przedstawionego w postaci Dokumentu ramowego polityki gospodarczej. Katalog ten prezentuje operacje stabilizacyjne mające na celu doprowadzenie gospodarki do stanu równowagi, a także działania o charakterze strukturalnym, które mają służyć wyeliminowaniu różnego rodzaju ograniczeń krępujących inicjatywę sektora prywatnego. W Polsce program strukturalnego dostosowania zrealizowany został pod nazwą Plan Balcerowicza.
Treść programów dostosowawczych MFW przedstawia poniższa tabela.
| Obszary dostosowania                 | Zalecane działania |
| ------------------------------------ | --- |
| Polityka budżetowa                   | kontrola wydatków bieżących (płac w sektorze publicznym, subwencji i wydatków inwestycyjnych), poprawa jakości inwestowania, zwiększenie dochodów publicznych przez wzrost podstawy opodatkowania i stopy podatkowej, ograniczenie wydatków socjalnych |
| Polityka pieniężna i kursowa         | ścisła kontrola podaży pieniądza i kredytów, ograniczenie kredytu dla rządu i sektora publicznego, podniesienie stopy procentowej, dewaluacja |
| Regulowanie cen i dochodów           | kontrola wzrostu plac, racjonalizacja (uwolnienie) cen |
| Reforma handlowa                     | liberalizacja ceł, redukcja ograniczeń handlowych |
| Restrukturyzacja sektora publicznego | reforma ustalania cen, zmiana metod zarządzania przedsiębiorstwem, prywatyzacja przedsiębiorstw państwowych niewytwarzających dóbr publicznych |
| Sektor finansowy i system podatkowy  | liberalizacja finansowa, reforma systemu podatkowego |

Celem priorytetowym tych programów jest równowaga bilansu płatniczego, którą osiąga się przez ograniczenie importu i zwiększenie eksportu. Warunkiem zmniejszenia importu jest przede wszystkim ograniczenie popytu wewnętrznego (zgodnie z dochodowo-absorpcyjną koncepcją bilansu płatniczego deficyt bilansu handlowego jest wynikiem nadmiernego popytu wewnętrznego w stosunku do podaży).
Zapewnić to mają takie działania, jak:
1) Zmniejszenie deficytu budżetowego – wymaga zarówno zwiększenia dochodów państwa, jak i ograniczenia jego wydatków.
1. - Ten pierwszy kierunek działań, chociaż niezgodny z doktryną liberalną międzynarodowych organizacji, jest niezbędny z uwagi na słabą presję fiskalną (niski udział podatków w produkcie krajowym brutto) oraz z uwagi na skalę deficytu budżetowego. Rozpiętość między wydatkami a dochodami publicznymi jest często tak duża, że nawet znaczna redukcja wydatków nie wystarcza do zrównoważenia budżetu. W celu zwiększenia dochodów publicznych zaleca się podwyższenie stopy opodatkowania. Ponieważ przekroczenie pewnego poziomu stopy opodatkowania może wywołać zmniejszenie wpływów podatkowych (krzywa Laffera), zaleca się również poszerzenie podstawy opodatkowania oraz zwiększenie skuteczności systemu fiskalnego.
  - Zmniejszenie wydatków publicznych dotyczy wydatków bieżących, głównie płac w sektorze publicznym, subwencjonowania konsumpcji oraz wydatków inwestycyjnych. Zalecenia dotyczące tej ostatniej dziedziny idą jeszcze dalej, bo dotyczą także jakości inwestowania.
  - Na zmniejszenie deficytu budżetowego może wpływać także restrukturyzacja sektora publicznego. MFW i Bank Światowy mogą żądać wyraźnego ograniczenia działań sektora publicznego – sprowadzenia go wyłącznie do produkcji dóbr i usług publicznych – oraz prywatyzacji pozostałych jego części.

2) Kontrola podaży pieniądza – zwłaszcza kontrolę rozmiarów kredytu udzielanego rządowi oraz sektorowi publicznemu. Metody kontroli podaży pieniądza mogą być różne, w zależności od stopnia rozwoju systemu finansowego. W krajach, w których instytucje finansowe są słabo rozwinięte, podaż pieniądza kontroluje się metodami administracyjnymi, a podaż kredytu dla sektora prywatnego jest reglamentowana. MFW zaleca również prowadzenie pozytywnej polityki realnej stopy procentowej. Ma ona na celu zmniejszenie popytu na kredyt oraz pobudzenie oszczędzania, co zwiększa rolę finansowania wewnętrznego rozwoju.
3) Odpowiednia polityka kursu walutowego – programy dostosowawcze wskazują na potrzebę jego urealnienia, co najczęściej sprowadza się do dewaluacji. W praktyce kurs walutowy jest determinowany przez kurs na rynku nieformalnym. Międzynarodowe organizacje gospodarcze zalecają także poddanie kursu walutowego wolnej grze sił rynkowych. W efekcie ma on być kursem neutralnym, tzn. takim, który nie dyskryminuje ani sektora eksportowego, ani sektora wytwarzającego dobra na potrzeby rynku wewnętrznego.
4) Polityka wolnego handlu – w wielu krajach podatki importowe są ważnym źródłem dochodów państwa. Szybka redukcja ceł prowadziłaby więc do powiększania deficytu budżetowego. Zbyt daleko posunięta liberalizacja handlu mogłaby także spowodować zwiększenie importu i utrudnić osiągnięcie równowagi zewnętrznej, a także zbytnio osłabić konkurencyjność przemysłu krajowego na rynkach międzynarodowych. W praktyce polityka liberalizacji handlu jest więc zwykle realizowana bardzo ostrożnie i w sposób selektywny.
5) kontrola płac.
Polityka dostosowawcza wyraża kompromis między działaniami stabilizacyjnymi a działaniami strukturalnymi. W początkowej fazie realizacji koncentruje się ona na działaniach stabilizacyjnych. Po ustabilizowaniu gospodarki na pierwszy plan wysuwają się działania o charakterze strukturalnym. Mają one zasadnicze znaczenie dla stworzenia efektywnej gospodarki rynkowej.